# Ryugo Okamoto
Ryugo Okamoto (født 5. december 1973) er en tidligere japansk fodboldspiller.
Han har spillet for flere forskellige klubber i sin karriere, herunder Omiya Ardija.